# Rimsko obzidje, Lugo
Rimsko obzidje Luga (špansko, galicijsko Muralla Romana de Lugo) je bilo zgrajeno v 3. stoletju in je še vedno v veliki meri nedotaknjeno. Razteza se več kot 2 kilometra okoli zgodovinskega središča Luga v Galiciji v Španiji. Utrdbe so bile konec leta 2000 dodane na Unescov seznam svetovne dediščine in so priljubljena turistična atrakcija.

## Opis

### Obzidje
Mestno obzidje je bilo zgrajeno med letoma 263 in 276 n. št.. Obzidje je bilo del kompleksa utrdb, ki so vključevale tudi moto in intervallum (jaso med obzidjem in mestom). Celotna dolžina zidov je okoli 2120 metrov in obsega površino 34,4 hektarja. Vse mesto ni bilo obdano z obzidjem: velik del jugovzhodnega dela mesta je ostal nezaščiten, na drugih mestih pa so bila neuporabljena območja obdana z obzidjem.
Širina obzidja je okoli 4,2 metra, višina pa se giblje med 8 metri in 12 metrov. Obzidje je sestavljeno iz notranjega in zunanjega kamnitega zidu, zasuto z jedrom zemlje, pomešano z gramozom, prodniki in obdelanim rimskim kamnom, recikliranim iz porušenih stavb, utrjeno z vodo. 

### Vrata
V obzidju je deset vrat: pet iz rimskih časov, pet jih je bilo dodanih po letu 1853 za prilagoditev naraščajočemu mestnemu prebivalstvu. Najbolje ohranjena izvirna vrata so Porta Falsa in Porta Miña, slednja pa imajo še vedno svoj prvotni obok, postavljen med dva stolpa. Pet stopnic in rampa omogočata dostop do parapeta po obzidju. Številna dvojna stopnišča omogočajo dostop do stolpov s parapetnega sprehoda. 

### Stolpi
Od prvotnih stolpov jih je 49 še vedno nedotaknjenih, 39 pa jih je delno ohranjeno. Stolpi so bili zgrajeni v nepravilnih presledkih vzdolž obzidja. Sestavljajo jih dve nadstropji in so večinoma polkrožni; nekaj jih je pravokotnih. Razdalja med stolpi se giblje od 5,4 metra do 12,8 metrov. Za gradnjo stolpov so uporabili mešanico materialov. Temelji stolpa so bili pogosto zgrajeni iz obdelanega granita, preostanek pa v skrilavcu.

## Zgodovina

### Rimsko obdobje
Paul Fabij Maksim je leta 13 pr. n. št. ustanovil rimsko mesto Lucus Augusti v imenu cesarja Avgusta. To je pomenilo, da je bil severozahod Iberskega polotoka končno vključen v Rimsko cesarstvo. Prvi takrat zgrajen zid  je bil v drugi polovici 3. stoletja zamenjan s tem, ki obstaja še danes. Ker so cesarstvo ogrožali zunanji vdori, se je zaradi nove strateške lege in pomena mesta zdela nova stavba priporočljiva. Gradilo se je brez prekinitev in je bila dokončana proti koncu 3. ali kmalu po začetku 4. stoletja. Medtem ko se je v pozni antiki prebivalstvo drugih mest zmanjšalo, je prebivalstvo Luga še naprej raslo.

### Postrimsko obdobje
Le pod vladavino Svebov in v vizigotskih časih se je mesto skrčilo. Potem ko so muslimani osvojili večino Iberskega polotoka, se je trend spet obrnil. Toda do začetka 19. stoletja je bil stenski obroč še vedno prevelik za Lugo in je zapiral tudi nerazvita območja.
V 8. stoletju je mesto osvojil Musa bin Nusair. Leta 998 ga je napadel Almansor, ki ga ni mogel osvojiti. Obzidje je tako še naprej opravljalo svojo obrambno funkcijo in je bilo - omejeno in selektivno - prilagojeno novim vojaškim strategijam in transportnim potrebam. Kljub potrebnim popravkom in dopolnitvam je ohranilo prvotni značaj. Od 16. stoletja so bile hiše zgrajene tudi med stolpi na zunanji strani obzidja.
Poleg obrambne strukture je zid služil tudi kot davčna meja proti okolici. Tu so pobrali davek (portazgo) in preverili ljudi. Lesena vrata, ki so omogočala zapiranje mesta, so bila v uporabi do 19. stoletja, in so bila dokončno odstranjena leta 1877.
Reducto Cristina je bila dodana leta 1837, med 1853 in 1921 pa je bilo v obzidje dodanih pet dodatnih vrat (1853: vrata Princa Alfonza, 1875: Bahnhofstor, 1888: vrata škofa Izquierdo, 1894: vrata škofa Aguirre, 1921: vrata škofa Odoario)

### Spomenik, svetovna dediščina in pravni položaj
16. aprila 1921 je bil zid razglašen za kulturni spomenik (Bien de Interés Cultural). Od leta 1971 se je uprava lotila odstranitve vsega, kar je bilo pritrjeno na zunanjo stran spomenika. Leta 1973 je bilo staro mestno jedro Lugo razglašeno za območni spomenik. Istega leta je lastništvo zidu prešlo na špansko državo. Z odlokom 2434/1982 z dne 24. julija (1982) je bila odgovornost za zgodovinske spomenike iz Kraljevine Španije prenesena na avtonomno skupnost Galicija v okviru splošne federalizacije španske osrednje države, leta 1994 pa lastništvo prenesli tudi kompleks. Za ohranjanje spomenikov je pristojen spomeniški organ avtonomne skupnosti, Generalni direktorat za kulturo Patrimonio. Tako centralna vlada kot mesto Lugo sodelujeta v postopkih odločanja.
Leta 2000 je UNESCO priznal obzidje kot svetovno dediščino. Od razširitve območja svetovne dediščine Jakobove poti leta 2015 je bil tudi del kraka Camino Primitivo kot posamezni spomenik.
Leta 2007 so med obredom, ki se ga je udeležil takratni veleposlanik Kitajske v Španiji  Qiu Xiaoqi obzidje pobratili s Kitajskim zidom.

### Romarska pot
V srednjem veku so romarji hodili skozi vrata obzidja Lugo, zlasti Porta Miña, na poti v Santiago de Compostela.

### Danes
Prehod čez obzidje zdaj obiskovalcem omogoča sprehod po celotni dolžini. Mesto ima tudi središče za obiskovalce, posvečeno obzidju, Centro de Interpretación de la Muralla. Od vpisa sten na seznam svetovne dediščine leta 2000 Lugo vsako leto praznuje svojo rimsko preteklost. Priljubljen je festival Arde Lucus.

## Galerija
- Zemljevid obzidja, ki prikazuje lokacijo 10 vrat
- Porta de San Pedro, eno od petih prvotnih rimskih vrat
- Pešpot po obzidju